# 東長寺 (新宿区)
東長寺（とうちょうじ）は、東京都新宿区にある曹洞宗の寺院。

## 歴史
1594年（文禄3年）、雪庭春積によって開山された。雪庭春積は、現在の埼玉県熊谷市にある東竹院の住職で、他に勝興寺や福寿院を創建している。
開基は土肥孫兵衛である。土肥孫兵衛は百人組に属しており、内藤清成の下で内藤氏の拝領地の区画整理事業に携わっていた際に、余りの土地を提供された。孫兵衛は、これをもとに雪庭春積を招き寺を創建した。これが当寺の起源である。
1868年（明治元年）と1945年（昭和20年）に火災に遭い、焼失してしまった。現在の建物は「開創400年記念事業」として、1989年（平成元年）に建てられたものである。現代建築と伝統建築を融合したものとなっている。

## 交通アクセス
- 四谷三丁目駅2番出口より徒歩10分（経路案内）。
- 曙橋駅A1より徒歩10分（経路案内）。